# Ассошіейтед Прес
Ассошіе́йтед прес (англ. Associated Press, скор. AP) — одне з найбільших у світі і найбільше інформаційне агентство США, всесвітня новинарська мережа.
Агенція заснована в травні 1846 р. за ініціативи видавця газети «Нью-Йорк сан» Мозеса Біча.
Штаб-квартира розташована в Нью-Йорку.
Асошіейтед прес обслуговує тисячі ЗМІ (преса, радіо, телебачення) в різних країнах, обмінюється інформацією з багатьма іншими міжнародними і національними інформагентствами, зокрема з українським національним агентством УНІАН.

## Історія
Associated Press була створена в травні 1846 р.  п'ятьма щоденними газетами в Нью-Йорку для розподілу витрат на передачу новин про мексикансько-американську війну.
1849 р. АП відкриває перший корпункт в Галіфаксі (Канада).
Підприємство було організовано Мозесом Бічем, другим видавцем The Sun, до якого приєдналися New York Herald, New York Courier and Enquirer, The Journal of Commerce та New York Evening Express. Деякі історики вважають, що в цей час приєдналася Нью-Йоркська трибуна; документи свідчать, що він був членом у 1849 році. The New York Times стала членом невдовзі після свого заснування у вересні 1851 року. Спочатку відома як New York Associated Press (NYAP), організація стикалася з конкуренцією з боку Western Associated Press (1862), яка критикував його монополістичну практику збору новин та встановлення цін.
1850 р. — перші дві газети США офіційно уклали угоду про використання інформації АП.
1899 р. — бездротовий телеграф.
Розслідування, завершене в 1892 році Віктором Лоусоном, редактором і видавцем газети Chicago Daily News, показало, що кілька директорів NYAP уклали таємну угоду з United Press, конкуруючою організацією, про розподіл новин про NYAP та прибуток від її перепродажу. Викриття призвело до загибелі NYAP, і в грудні 1892 року Western Associated Press була зареєстрована в штаті Іллінойс як The Associated Press. Рішення Верховного суду Іллінойсу 1900 р. про те, що АП був комунальним підприємством і діяв обмежено в торгівлі - призвело до переїзду АП з Чикаго до Нью-Йорка, де закони корпорацій були більш сприятливими для кооперативи.
Коли АП був заснований, новини стали товаром. Винахід ротаційної преси дозволив Нью-Йоркській трибуні в 1870-х роках друкувати 18 000 паперів на годину. Під час Громадянської війни та іспано-американської війни з'явився новий стимул друкувати яскраві репортажі на місці. Мелвілл Стоун, який заснував Chicago Daily News у 1875 році, працював генеральним директором АП з 1893 по 1921 рік. Він дотримувався стандартів точності, неупередженості та цілісності. Кооператив швидко розростався під керівництвом Кента Купера (служив у 1925–48), який створив бюро в Південній Америці, Європі та (після Другої світової війни) на Близькому Сході. У 1914 р. Він представив "телеграфну машинку" або телемашину для друку в редакціях. У 1935 р. АП запустив мережу Wirephoto, яка дозволяла передавати фотографії новин через орендовані приватні телефонні лінії в день їх отримання. Це дало АП значну перевагу перед іншими засобами масової інформації. Хоча перша мережа була лише між Нью-Йорком, Чикаго та Сан-Франциско, зрештою АП мала свою мережу по всій території Сполучених Штатів
1935 р. Перша мережа передачі фотографій. 1 січня 1935 р. передала світлини авіакатастрофи Морішвілі.
1941 р. АП виходить в радіоефір з випусками новин.
У 1945 р. Верховний суд США постановив у справі Associated Press проти США, що АП порушував антимонопольний закон Шермана, забороняючи газетам-членам продавати або надавати новини організаціям, що не є членами, а також ускладнював роботу газет, що не є членами. Рішення сприяло зростанню його головного конкурента United Press International, який очолював Х'ю Бейлі з 1935 по 1955 рік.
АП вийшов у ефір у 1941 році, коли розпочав розповсюдження новин на радіостанціях; вона створила власну радіомережу в 1974 році. У 1994 році вона створила APTV, глобальне агентство збору відео-новин. APTV об’єднався з WorldWide Television News у 1998 році, щоб сформувати APTN, який забезпечує відео для міжнародних мовників та вебсайтів. У 2004 році АП перемістили свою світову штаб-квартиру зі свого давнього будинку на 50-й Рокфеллер-Плаза у величезну будівлю на 450 West 33rd Street на Манхеттені, де також розміщуються New York Daily News та студії нью-йоркської громадської телевізійної станції WNET. У 2019 році АП мав понад 240 бюро в усьому світі. Її місія - "збирати з економією та ефективністю точний та неупереджений звіт про новини" - не змінилася з моменту заснування, але цифрові технології зробили розповсюдження звіту про АП інтерактивною роботою між АП та її 1400 американськими членами газет а також мовниками, міжнародними абонентами та клієнтами в Інтернеті.
АП розпочав диверсифікувати можливості збору новин, і до 2007 року АП отримував лише близько 30% доходу від газет США. 37% походять від глобальних клієнтів мовлення, 15% від Інтернет-підприємств та 18% від міжнародних газет та фотографії.

## Нагороди
З часу заснування цієї премії в 1917 році АП отримала 54 Пулітцерівські премії, в тому числі 32 за фотографію.  У травні 2020 року Дар Ясін, Мухтар Хан і Чанні Ананд з АП були удостоєні Пулітцерівської премії 2020 року за художню фотографію. Цей вибір викликав неоднозначні думки, , тому що він був сприйнятий деякими як ставлення під сумнів «легітимність Індії над Кашміром», оскільки він використовував слово «незалежність» щодо скасування статті 370.

## Розробки АП
АП це не лише ресурс, який «постачає» новини. Його можна назвати повноцінним самостійним інструментом. На офіційному сайті також вказані ті правила, за якими працюють кореспонденти агентства. Вони представлені у вигляді тексту та прикладів – як необхідно знімати фото, відео , які мають бути їхні значення, що вони несуть, якість графічних елементів, які мають бути аудіо, чи можна давати нецензурну лексику та інші медійні матеріали, які містять подібний зміст . Тобто, це ще й інструкція, яка буде корисна кожному журналісту будь-якого ЗМІ.
Інформаційне агентство має чималу кількість інструментів, які дозволяють взаємодіяти із медіафайлами як журналістам (розробки щодо організації роботи), так і підписникам АП (перегляд та читання матеріалів на різних платформах) та компаніям (тим, які хочуть просувати свої бренди, займатися відео та фото, обмінюватися інформаційним контентом і тд).
Так AP. Global Media Services (GMS) надає світовим мовникам можливість прямого мовлення, продюсерів, репортерів та техніків, коли і де б не перервали новини. За підтримки всесвітньої фіксованої інфраструктури із супутниковими лініями вона забезпечує зв’язок по всьому світу. Так, у Північній Кореї цей ресурс доступний з 2002 року. 
2003 року АП створило власний корпоративний архів (AP Corporate Archives)  – у ньому є матеріали від моменту заснування агентства і до нинішнього часу. Колекції містять понад 4000 погонних (лінійних) футів паперових записів та 10 терабайт цифрових колекцій. Там є оригінальні електронні копії, внутрішні публікації, особисті документи, інтерв’ю з працівниками АП, артефакти, фотографії, фільми та відео, архів новин AP Radio, твори мистецтва і тд.
Того ж 2003-го АП запустило AP Direct – ресурс із live videos. Дерл МакКрудден, керівник міжнародних відеоновин для АП сказав про це так: «Пряме відео відіграє важливу роль у стратегіях мовників, і останні зміни сприяють посиленню їх здатності утримувати та залучати аудиторію на всіх своїх платформах». А через десяток років цей ресурс доповнив AP Video Hub. Завдяки йому змінилися стандарти таких відео для глядачів. Розробники аргументували це тим, що аудиторія АП дивиться не тільки телевізійні канали, багато з них також дивляться відео за допомогою гаджетів, що призводить до необхідності охоплення споживачів через кілька платформ. Такі зміни мали дозволити пропонувати їм різноманітний контент та додавати певні цінності для своєї аудиторії.
2010-2012 відзначилися виходом нової версії AP ENPS – найпоширенішої у світі системи виробництва новин – із новим інноваційним інтерфейсом та інструментами для подальшого вдосконалення своїх можливостей багатоплатформенної публікації. Програмне забезпечення використовується в ефірних та інших редакціях по всьому світу. Інформаційна панель AP ENPS дозволяє створювати власний перегляд найсвіжішої інформації за день – стрічки, медіа, завдання та інше – все оновлюється в режимі реального часу, щоб журналісти не «відставали» від своїх матеріалів. Користувачі могли легко створювати та публікувати історії для багатьох платформ, включаючи Інтернет, мобільні та соціальні медіа. 
Слід згадати й про AP Digital News Experiences  – це готові до публікації пакети вебвмісту, які розширюють зацікавленість користувачів основними видами спорту. Ресурс мав на меті стати важливою новою моделлю доходу як для АП, так і для газет та телерадіокомпаній, що входять до системи. Мікросайти стали щільно інтегрованими на сайти учасників і надавали глибокий опис теми у всьому спектрі платформ: Інтернет, планшети та смартфони. А редактори АП вважалися кураторами статей, фотографій та відео, включаючи вебексклюзивний вміст. Лише за перші кілька днів запуску на ресурс підписалося близько 600 користувачів.
2013 року з'явився ресурс AP Images, який пропонує швидкий пошук та завантаження фотографій. 2014 рік для АП став роком розширення свого впливу. Так мобільний додаток AP Mobile став №1 новинних розробок. Business Insider назвав цей ресурс найкращим для отримання останніх новин. Інструмент отримав нагороду EPPY як найкращий мобільний додаток із більш ніж 1 мільйоном унікальних відвідувачів на місяць. Крім того, ЗМІ додав власних відеожурналістів на Близькому Сході та запустив нову послугу – AP Middle East Extra  – для клієнтів там. Ресурс орієнтований на висвітлення таких питань, як спосіб життя та технології, які виходять за рамки конфліктів та останніх новин у регіоні Близького Сходу. Extra виявився надзвичайно популярним та допоміг АП як зберегти існуючих прихильників, так і отримати нових. Також АП посилило збір відео-новин у Латинській Америці, збільшивши висвітлення новин майже на третину.
У 2015 році АП використало свою репутацію високоякісного контенту, світового масштабу та далекосяжних каналів доставки для створення AP Content Services . Цей підрозділ розроблений для забезпечення талантів, технологій та розподілення, щоб допомогти агентствам та брендам просувати свої товари та послуги за допомогою багатоформатної розповіді. AP Content Services пропонує наскрізні рішення для створення та доставки контенту для підвищення обізнаності про бренд, підвищення залучення споживачів, стимулювання продажів та залучення аудиторії. Послуги можуть приймати різні форми, включаючи фотографію, відео, статті, інфографіку та інтерактиви. У 2016-2017-тих відбувся перехід більшої кількості прихильників до точки розповсюдження новин – порталу AP Newsroom  – головного пункту, що забезпечує безпрецедентний мультимедійний доступ до вмісту АП, історій та фото- і відеоматеріалів.
У 2018 році АП розробило ресурс AP VoteCast . Цей інструмент дозволяє провести опитування, за допомогою якого й визначити переможця виборчої гонки. На своєму офіційному сайті агентство говорить про розробку так: «Зараз, завдяки AP VoteCast, ми також пропонуємо клієнтам доступ до даних опитувань, які інформують про наші виклики та надають редакціям точніший та надійніший портрет американського електорату, ніж будь-коли раніше». AP VoteCast поєднує опитування із випадковою вибіркою зареєстрованих виборців, взятою з державних файлів виборців, із самоідентифікованими зареєстрованими виборцями, відібраними за допомогою підходів, що не викликають ймовірності. Співбесіди проводяться англійською та іспанською мовами. Респонденти можуть отримати невелику грошову нагороду за заповнення опитування.
Цього ж року АП випустило новий інструмент для роботи журналістів – AP Playbook . Цей ресурс дозволяє «зібрати» усю редакцію – він має список «чернеток» публікацій, запланованих подій, розподіл бюджету на кожне із журналістських завдань, дає можливість кореспондентам комунікувати між собою (листування, відео- та аудіозв'язок). За словами розробників, це допоможе одночасно усім журналістам (виїзним та тим, хто працює в онлайн-режимі) отримати доступ до матеріалів АП. Також агентство має додаток AP Planner. Він містить сотні тисяч майбутніх подій, розподілених за різними категоріями, включаючи політичні графіки, фінансові та економічні оголошення, торгові та споживчі конференції, церемонії нагородження, свята тощо. Крім того, є спеціальний інструмент AP Daybook  – державні щоденники, що надають можливість переглянути основні події та найпопулярніші історії кожного штату. А AP Books створений для продажу друкованого контенту. 
Існуючі у компанії інновації дозволили АП у 2019 році досягти важливої віхи в підводному мовленні в прямому ефірі – це інформаційне агентство передало відео в реальному часі з глибини 650 футів (200 метрів) під поверхнею Індійського океану без кабелів . 
Також 2019-тий відзначився ще двома розробками агентства. Перша – AP DataKit  – інструмент управління проектами, який полегшить редакціям та журналістам співпрацю над журналістикою, керованою даними. Ресурс безкоштовний і доступний для використання будь-ким, набір інструментів відповідає значним потребам спільноти журналістів даних, дозволяючи автоматизувати важливі, але великі за об’ємом завдання. І друга – AP StoryShare  – пілотний проект, спрямований на збільшення висвітлення місцевих новин та сприяння співпраці між новинними організаціями-членами штату Нью-Йорк (не конкуренція видань між собою, а обмін інформації між ними). Онлайн-інструмент зроблений за підтримки Google News Initiative.
Крім того, АП має власні ресурси, які збирають інформацію, що використовується для опису даних, що містяться у вебсторінках, документах чи файлах. Іншими словами – дані про дані. Це інструменти AP News Taxonomy (дає повний набір регулярно оновлюваних, контрольованих словникових запасів з більш ніж 200 000 термінів, кількість яких стрімко зростає) та AP Tagging Service (служба міток та тегів) .

## Представлення матеріалів про Україну
14 серпня 2019 року
"Kyiv замість Kiev: агентство Associated Press змінило написання назви української столиці" [Архівовано 17 січня 2020 у Archive.is]
Міжнародне інформаційне агентство Associated Press у своїх матеріалах змінило написання назви української столиці з Kiev на Kyiv.
«AP змінило написання назви столиці України на Kyiv у відповідності до вподобань української влади в транслітерації цієї назви на англійську та у зв’язку зі зростанням використання», – повідомило агентство у своєму твітер-акаунті AP Stylebook.